# Шешкине
Шешки́не (Шяшки́не; лит. Šeškinė) — район Вильнюса, административно образует староство. Располагается к северу от центральной части города на правом берегу реки Няриса. Представляет собой группу из шести микрорайонов, построенных в 1978—1985 годах.
В границах староства насчитывается 7 школ (6 школ литовские и 1 русская — гимназия «Состинес»), 8 детских садов-яслей. Здесь расположены поликлиника, кладбище, недостроенный «Национальный стадион» и торговый центр «Акрополис» — крупнейший в странах Балтии.

## История
Поселение Шешкине упоминается в исторических источниках в 1390 и 1545 годах.
В конце XIX века Шешкине была деревней в составе Решанской волости Виленского уезда.
В 1955 году территория Шешкине была присоединена к Вильнюсу.

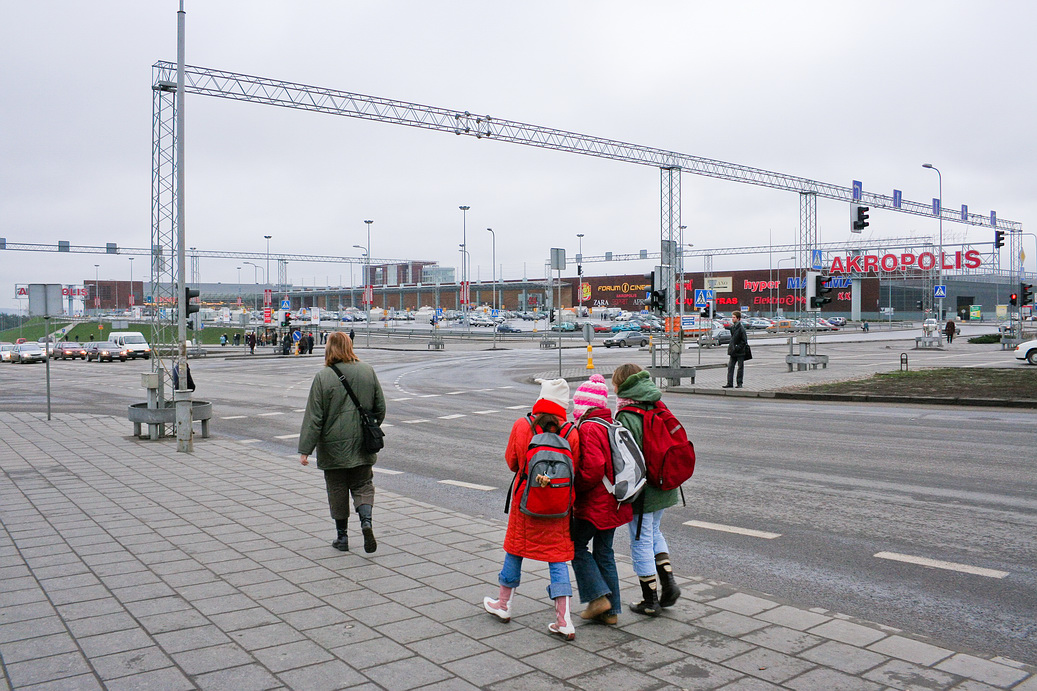
Вид на ТЦ «Акрополис» через перекрёсток.